# 谭铭勋
谭铭勋（1925年—），男，山东掖县人，中国神经内科专家，曾任北京协和医院教授、博士生导师。